# 9279 Seager
9279 Seager è un asteroide della fascia principale. Scoperto nel 1981, presenta un'orbita caratterizzata da un semiasse maggiore pari a 2,4530432 au e da un'eccentricità di 0,1855038, inclinata di 8,31913° rispetto all'eclittica.
L'asteroide è dedicato all'astronoma canadese Sara Seager.